# Солончаківська сільська рада
Солончакі́вська сільська́ ра́да — колишній орган місцевого самоврядування в Очаківському районі Миколаївської області. Адміністративний центр — село Солончаки.

## Загальні відомості
- Населення ради: 834 особи (станом на 2001 рік)

## Населені пункти
Сільській раді підпорядковані населені пункти:
- с. Солончаки
- с. Дніпровське

## Склад ради
Рада складається з 12 депутатів та голови.
- Голова ради: Шуман Микола Васильович
- Секретар ради: Прокопець Тетяна Леонідівна

### Керівний склад попередніх скликань
| ПІБ                     | Основні відомості                                                         | Дата обрання | Дата звільнення |
| ----------------------- | ------------------------------------------------------------------------- | ------------ | --------------- |
| Драган Ольга Петрівна   | Сільський голова, 1958 року народження, член Народної партії              | 26.03.2006   | 31.10.2010      |
| Шуман Микола Васильович | Сільський голова, 1955 року народження, освіта вища, член Партії регіонів | 31.10.2010   |                 |

Примітка: таблиця складена за даними сайту Верховної Ради України